# Collegialità
La collegialità era nell'antica Roma (in particolare nell'età repubblicana) il modo di esercizio del potere da parte dei magistrati: questi lavoravano sempre in coppia (vi erano due consoli, due pretori, due edili ecc.) in modo che il potere di veto fosse reciproco, ed i due poteri si temperassero a vicenda.